# Рудник Караджал
Рудник Караджал — гірничодобувне підприємство в Абайській області Казахстану, створене для розробки однойменного родовища флюориту, що лежить на території колишнього Семипалатинського ядерного полігону.
Розташований на сході Казахстану Ульбінський металургійний завод потребує флюорит для виробництва флуоридної (плавікової) кислоти, яка є важливим елементом у виробництві берилієвої та танталової продукції. У 1990-х роках власники заводу вирішили організувати власне виробництво флюориту, який до того закуповували в Росії та Монголії. Як наслідок, у 1998-му почались роботи на місці майбутнього рудника Караджал. З 2000 по 2002 роки звідси отримали 60 тисяч тонн флюориту для проведення випробувань сировини Караджалу на дослідній фабриці. Влітку 2002-го стартувала дослідно-промислова розробка родовища, а з 2006-го перейшли до повномасштабної розробки з відправкою руди на Курчатовську збагачувальну фабрику. На той момент з Караджалу вже видобули 174 тисячі тонн руди.
Розробка ведеться відкритим способом за допомогою кар'єру з проєктною глибиною 70 метрів. Потужність рудника становить 77 тисяч тонн на рік, при цьому обсяги вилученої гірської маси можуть становити від 0,7 до 2 млн тонн.
Первісно видобувні запаси Караджалу оцінили в 1,5 млн тон. Подальша розвідка дозволила збільшити цей показник ще на 1 млн тонн, так що планується розробка Караджалу щонайменше до 2030 року.